# Iglesia de San Pedro y San Pablo (Paranas)
La iglesia de San Pedro y San Pablo es un templo católico del municipio filipino de Paranas.

## Descripción
La iglesia está situada en el municipio filipino de Paranas, perteneciente a la provincia de Sámar. Construida en el siglo XVIII, fue pasto de las llamas en más de una ocasión. Aparece descrita en el Estado geográfico, topográfico, estadístico, histórico-religioso, de la santa y apostólica provincia de S. Gregorio Magno (1865) de Félix de Huerta con las siguientes palabras:

La Iglesia, bajo la advocacion de los Santos Apóstoles S. Pedro y S. Pablo, es de piedra, construida por los Padres Jesuitas, la cual fué quemada depues. En 1835 fué segunda vez presa de las llamas, pero ya se halla otra vez reedificada por el R. P. Fr. Leon de Tembleque, quien al mismo tiempo construyó la casa parroquial de tabla.
(Huerta, 1865, p. 307)